# میدان نفتی بوری
میدان نفتی بوری (انگلیسی: Bouri Field) از میدان‌های نفتی لیبی است، که در سال ۱۹۷۶ کشف شد و هم‌اکنون به‌طور متوسط روزانه معادل ۶۰ هزار بشکه نفت خام از این میدان تولید می‌شود.